# Не кажіть, що в нас нічого немає
«Не кажіть, що в нас нічого немає» — роман Мадлен Тієн, опублікований у Канаді 2016 року. У ньому розповідається про 10-річну дівчинку та її матір, які приймають у своєму будинку біженку з Китаю, і про події в період після приходу до влади Мао Цзедуна в Китаї. Здобувши визнання критиків, у 2016 році авторка була удостоєна премії Гіллера та премії Генерал-губернатора за цей роман. Твір було включено до шортліста Букерівської премії, а також Жіночої премії за художню літературу.

## Сюжет
На початку роману читач знайомиться з дівчинкою на ім'я Марі, яка живе з матір'ю у Ванкувері. 1991 рік, несподівана поява в їхньому будинку китайської біженки Ай-Мін, яка рятується від репресій після подій на площі Тяньаньмень, стає каталізатором, що запускає решту сюжету. Роман швидко поділяється на декілька різних сюжетних ліній, що введені в текст завдяки Ай-Мін та охоплюють покоління її родини та сім'ї самої Марі, які, як згодом з'ясовується, нерозривно пов'язані. Дія цих «історичних» сюжетів відбувається в бурхливий період історії Китаю, охоплюючи події з початку правління Мао Цзедуна наприкінці 1940-х років та наслідки протестів на площі Тяньаньмень у 1989 році. Роман присвячено чотирьом основним епохам революційних подій у Китаї, хоча вони не завжди відтворюються в хронологічному порядку. Основними героями першого історичного періоду, часу земельної реформи та пов'язаних із нею репресій, є Велика Мама Ніж, її сестра Вихор та чоловік сестри — Вень Мрійник. Друга історична епоха присвячена життю Горобчика, Кая та Чжулі під час Культурної революції і зосереджена навколо Шанхайської консерваторії та подій, що відбуваються там. Героями третього історичного етапу, пов'язаного з часом протестів на площі Тяньаньмень і після них, стали Горобчик та Ай-Мін, його дочка. Насамкінець, остання епоха — це «теперішнє», у якому Марі виявляє свій зв'язок із усіма цими історіями. Крім того, важливо відзначити значущу роль Книги Записів, яка постійно супроводжує основні оповідальні лінії. Хоча Вень Мрійник є основним перекладачем та автором книги, у міру розвитку роману історії всіх героїв включаються до Книги Записів, тож межа між правдою й вигадкою, минулим і сьогоденням виявляється ледь відчутною.

## Герої
- Цзян Лі-Лін: Лі-Лін, також відома як Марі та Ма-Лі, є головним героєм та оповідачем книги. Події роману переміщуються з сьогоднішнього дня, коли Марі взаємодіє з матір'ю та Ай-Мін, до минулих поколінь, де такі персонажі, як Велика Мама Ніж і Горобчик, протистоять Культурній революції в Китаї.
- Цзян Кай: Кай — батько Марі. На початку роману ми дізнаємося, що він кидає доньку та дружину, щоб виїхати до Гонконгу, і зрештою вчиняє самогубство. Пізніше стає відомо, що в дитинстві він мав близькі стосунки з Горобчиком, які зародилися завдяки захопленню класичною музикою в Шанхайській консерваторії.
- Ма: Ма піклується про свою дочку Марі у Ванкувері. Вона також приймає Ай-Мін у свій будинок, коли отримує звістку, що та шукає притулку після протестів на площі Тяньаньмень.
- Ай-Мін: Ай-Мін — дочка Горобчика та Лін, а також подруга й сусідка Ївень. Ай-Мін біжить із Китаю після участі в протестах на площі Тяньаньмень у 1989 році й ненадовго знаходить притулок в оселі Марі та Ма у Ванкувері. Врешті-решт вона їде до Америки, сподіваючись, що зможе покращити своє життя.
- Велика Мама Ніж: Велика Мама Ніж — дружина Ба Лютні, сестра Вихору та мати Горобчика, Летючого Ведмедя та Великої Гори. Вона має близькі стосунки зі своєю сестрою, і їй доводиться миритися з жахами політичних репресій, з якими стикається Вихор.
- Вихор: Вихор — сестра Великої Мами та дружина Веня Мрійника. Як покарання за переховування секретної бібліотеки у вигляді підвалу з цінними реліквіями, документами, американськими книгами та іншою контрабандою Веня Мрійника та Вихор відправляють на перевиховання на каторжних роботах за режиму Мао Цзедуна.
- Ба Лютня: Ба Лютня — чоловік Великої Мами Ніж. Він воював на боці Народно-визвольної армії під час народження свого сина Горобчика та дуже довіряє комуністичній партії Мао.
- Горобчик: Горобчик — брат Летючого Ведмедя та Великої Гори, а також двоюрідний брат Чжулі. Він підтримує близькі стосунки з Чжулі завдяки їхнім загальним музичним захопленням у консерваторії. Горобчик пише декілька симфоній протягом усього роману, але не сміє поділитися ними через страх покарання. Крім того, у нього були близькі стосунки з Каєм через їхню спільну роботу з класичною музикою, які переростають у дещо більше, ніж просто дружба.
- Вень Мрійник: Вень Мрійник — чоловік Вихору та син відомого китайського вченого Старого Заходу. Старий Захід був обраний імператором для освітньої подорожі до Америки. Після повернення, і перш ніж він зміг поділитися своїми знаннями, батько Веня помер. Відтак Вень опиняється в неоднозначній ситуації, адже Старий Захід усе ще був винен імператору 10 років кваліфікованої праці на той момент, коли він помер. Вень — поет.
- Чжулі: Чжулі — донька Веня Мрійника та Вихору. Її втішає Велика Мама Ніж, коли її батьків катують і кидають на порозі її будинку. Вона також є обдарованою скрипалькою і підтримує близькі відносини з Каєм і Горобчиком, попри те, що вона на 10 років молодша за брата.
- Летючий Ведмідь і Велика Гора: Летючий Ведмідь і Велика Гора — брати Горобчика та сини Великої Мами Ніж та Ба Лютні. Вони тісно пов'язані на початку роману, але згодом їхні шляхи розходяться.
- Лін: Лін — дружина Горобчика та мати Ай-Мін. Вона підтримує тісні стосунки з Ївень, особливо після того, як Ай-мін біжить з Китаю, і закликає її вступити до Токійського університету.
- Лу Ївень: Ївень — сусідка та близька подруга Ай-Мін. Обидві дівчини беруть участь як студентки в протестах на площі Тяньаньмень, де вони часто потрапляють у неприємності, змушуючи батьків Ївень турбуватися.

## Історичні контексти
Тієн посилається на численні пісні та тексти з історії Китаю. До них належать «Історичні записи» Сима Цяня. Назва роману "Не кажіть, що в нас нічого немає " є посиланням на китайську версію гімну лівих «Інтернаціонал», який став основним гімном Комуністичної партії Китаю після того, як Цюй Цюбо переклав російську версію в 1923 році. У сюжеті роману цей гімн зустрічається в багатьох моментах, зокрема як заклик до студентів-протестувальників на площі Тяньаньмень, де присутні Ай-Мін і Горобчик: "Люди навколо неї ридали. Попереду колони студентів, які очолювали демонстрантів, почали співати «Інтернаціонал». (сторінка 555). У романі також згадується пісня «Червоніє Схід», яка використовувалася як неофіційний державний гімн під час Культурної революції, коли й відбувається багато подій сюжетних ліній Кая та Горобчика. Крім того, в романі згадується «Пісня про партизанів» — китайський гімн, який описує китайських партизанів під час Другої китайсько-японської війни. В інтерв'ю 2017 року Тієн створила плейліст «Book Note», до якого ввійшли численні музичні виконавці, що вплинули на написання роману. Серед цих виконавців і композиторів були І. С. Бах, Рос Серейсотхея, Сінн Сисамут, Дмитро Шостакович, Леонард Коен та Sunbelt.

## Нагороди
- 2016 рік, Букерівська премія, увійшла до шортліста.[10]
- 2016 рік, Премія Гіллера, перемога.[11]
- 2016 рік, Премія Генерал-губернатора за англомовну художню літературу, перемога.[12]
- 2016 рік, Медаль Ендрю Карнегі за видатні досягнення в галузі художньої та документальної літератури, увійшла в лонгліст.[13]
- 2017 рік, Премія Едварда Стенфорда, перемога.[14]
- 2017 рік, Жіноча премія Бейлі за художню літературу, увійшла в шортліст.[15]
- 2017 рік, Премія Rathbones Folio Prize, у шортлісті.[16]
- 2018 рік, Премія Грінцане Кавур, увійшла в шортліст.[17]

Nous qui n'étions rien, французький переклад роману, створений Катрін Леру, отримав премію Генерал-губернатора за переклад з англійської на французьку в 2019 році.

## Рецепція та критика
Цзяян Фан, штатний письменник The New York Times, назвав «Не кажіть, що в нас нічого немає» «романом із великим розмахом», зокрема назвавши «Книгу Записів» коренем вражаючої достовірності роману. Дженіфер Сеніор, ще один автор The New York Times, написала, що «книга вражає в багатьох сенсах… Він (роман) успішно досліджує ширші ідеї про політику та мистецтво… У ньому є достатній епічний розмах російського роману XIX століття, що охоплює три покоління та омиває береги двох континентів…».
У тому ж дусі Браян Бетьюн, письменник для Maclean's, назвав роман «гідним лауреатом премії Генерал-губернатора». Наголошуючи на «делікатній» взаємодії «з історією та пам'яттю», Бетьюн заявив, що «це історія такої краси, що вона викликає парадоксальну надію».
Після оголошення премії Гіллера 2016 року Марк Медлі з The Globe and Mail написав, що «Тієн довгий час вважалася однією з найталановитіших молодих письменниць [Канади], а її книги отримали визнання критиків, головні літературні нагороди уникали її — до цього року».
Лоуренс Гілл, член журі премії Гіллера, назвав роман «прекрасним поглядом на порятунок музики, кохання та життя перед обличчям геноциду… Це величезний епічний роман, розказаний у незвичайний спосіб — без жодного головного героя, без жодної боротьби. Це складна книга, і потрібно попрацювати, щоб її прочитати…».
Бронуїн Дрейні з «Літературного огляду Канади» писала, що Тієн «[створює] пам'ятник мільйонам втрачених, зниклих, висохлих або витрачених даремно життів не тільки в роки правління Мао, але й за часів голоду 1910 року, та надіям, що не справдилися на площі Тяньаньмень у 1989 році. Це досягнення».